# Anostirus purpureus
Anostirus purpureus là một loài bọ cánh cứng trong họ Elateridae. Loài này được Poda miêu tả khoa học năm 1761.

## Hình ảnh

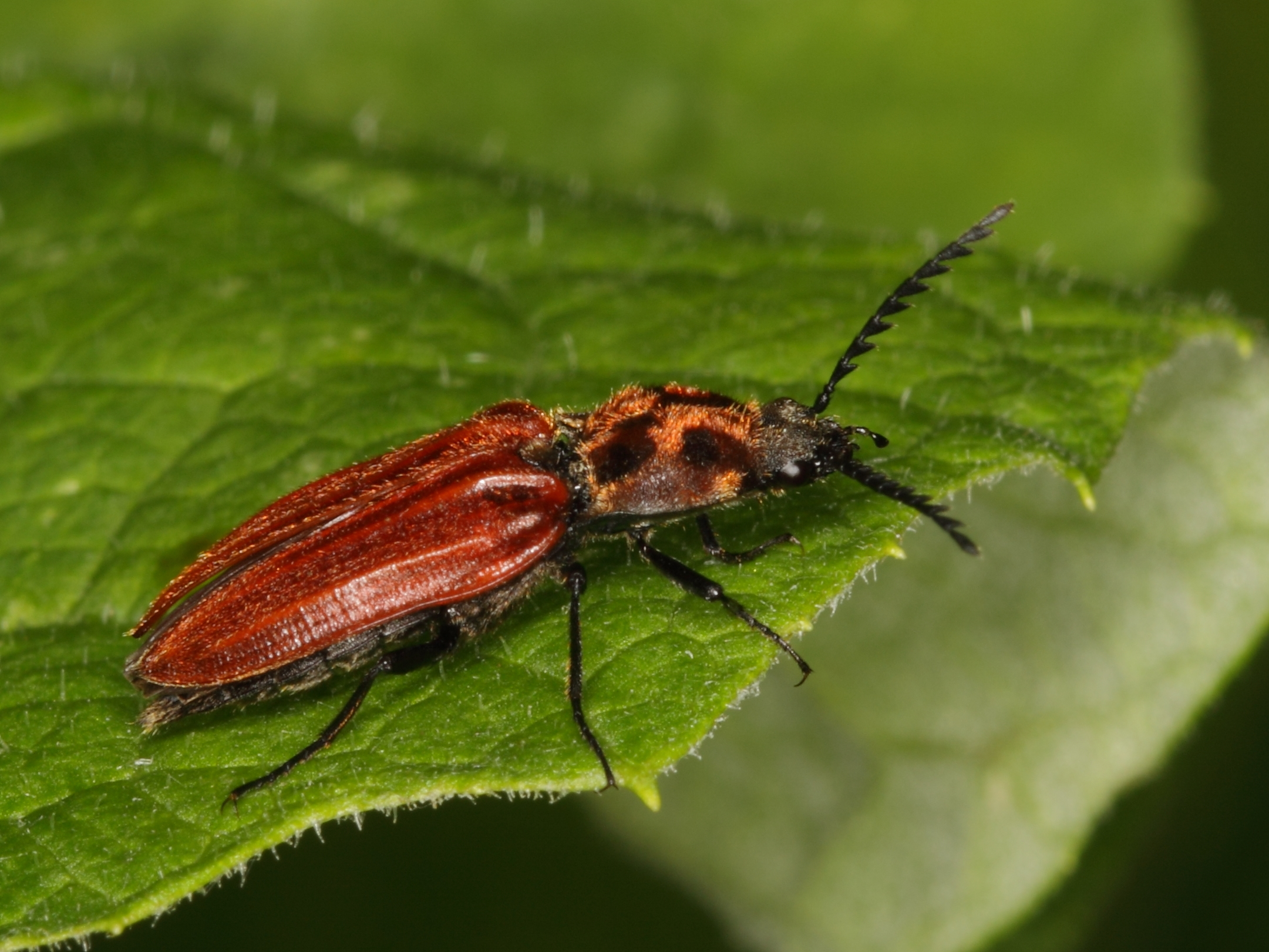
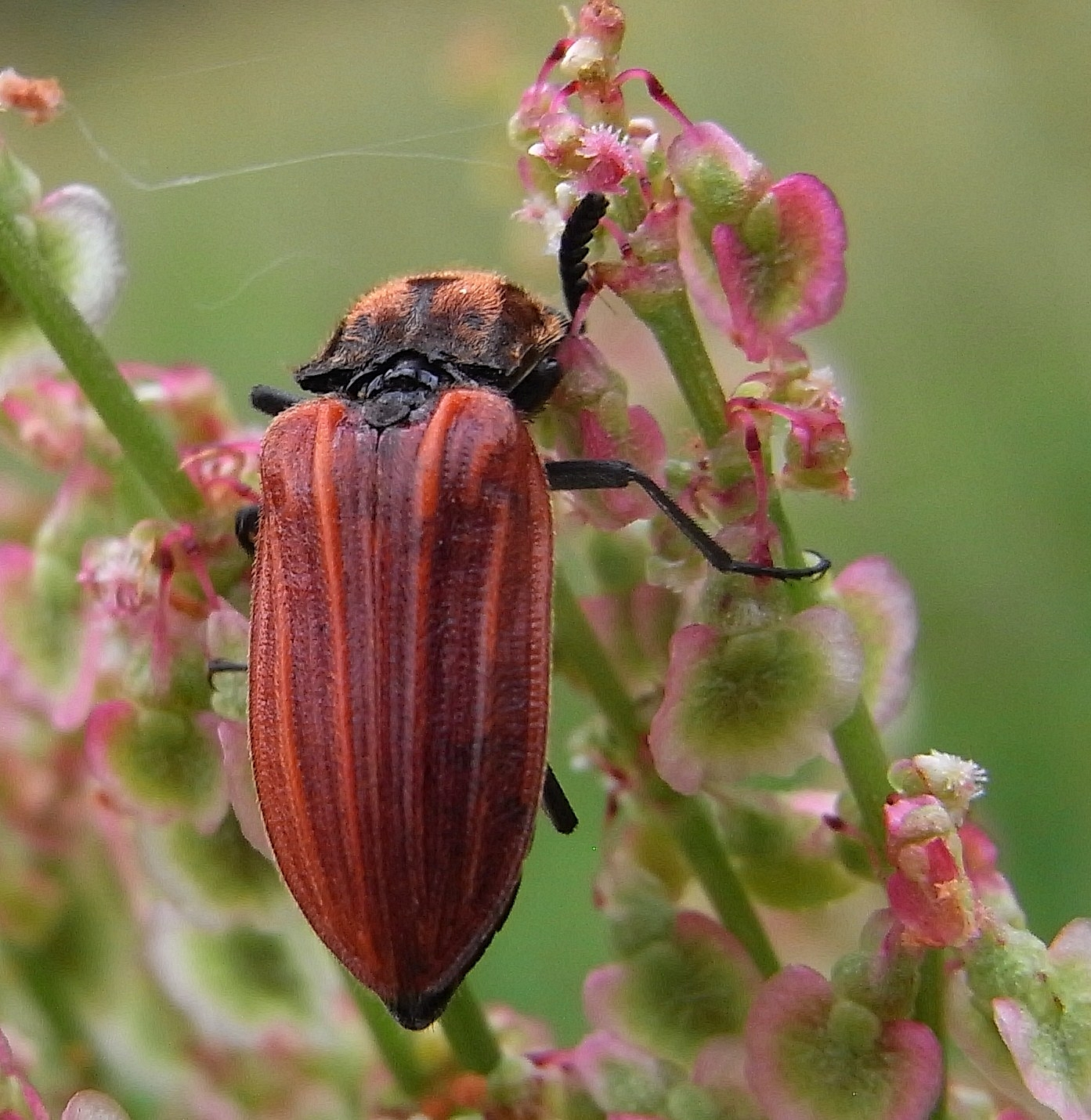
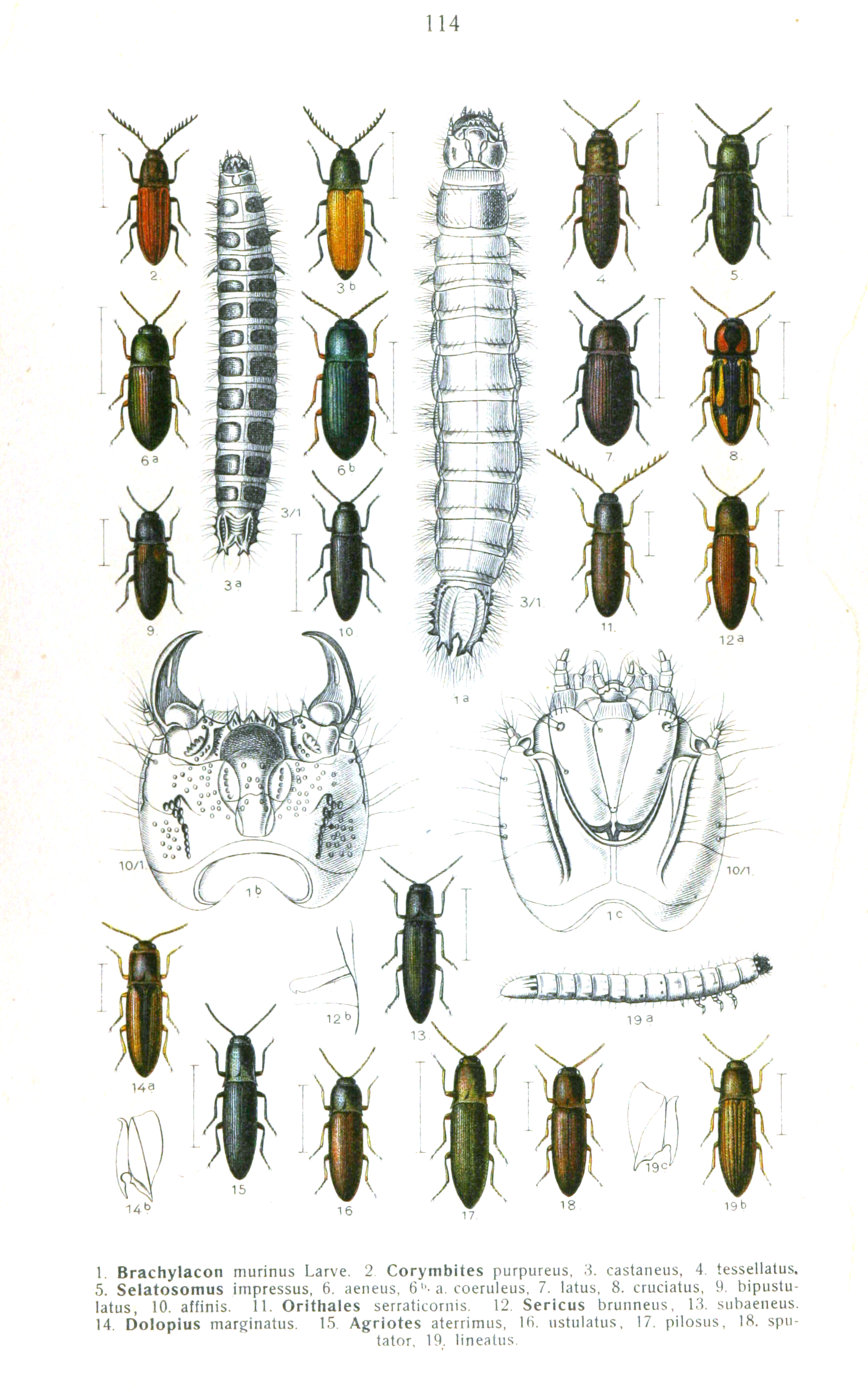